# Kefersteinia medinae
Kefersteinia medinae là một loài thực vật có hoa trong họ Lan. Loài này được Pupulin & G.Merino mô tả khoa học đầu tiên năm 2008.